# Капустинський граніт
Капустинський граніт — червоний граніт, що видобувається в центральній Україні, в Кіровоградській області, на північ від міста Новоукраїнка, поблизу села Злинка. Капустинський граніт утворився 300 мільйонів років тому у верхньому кам'яновугільному періоді.

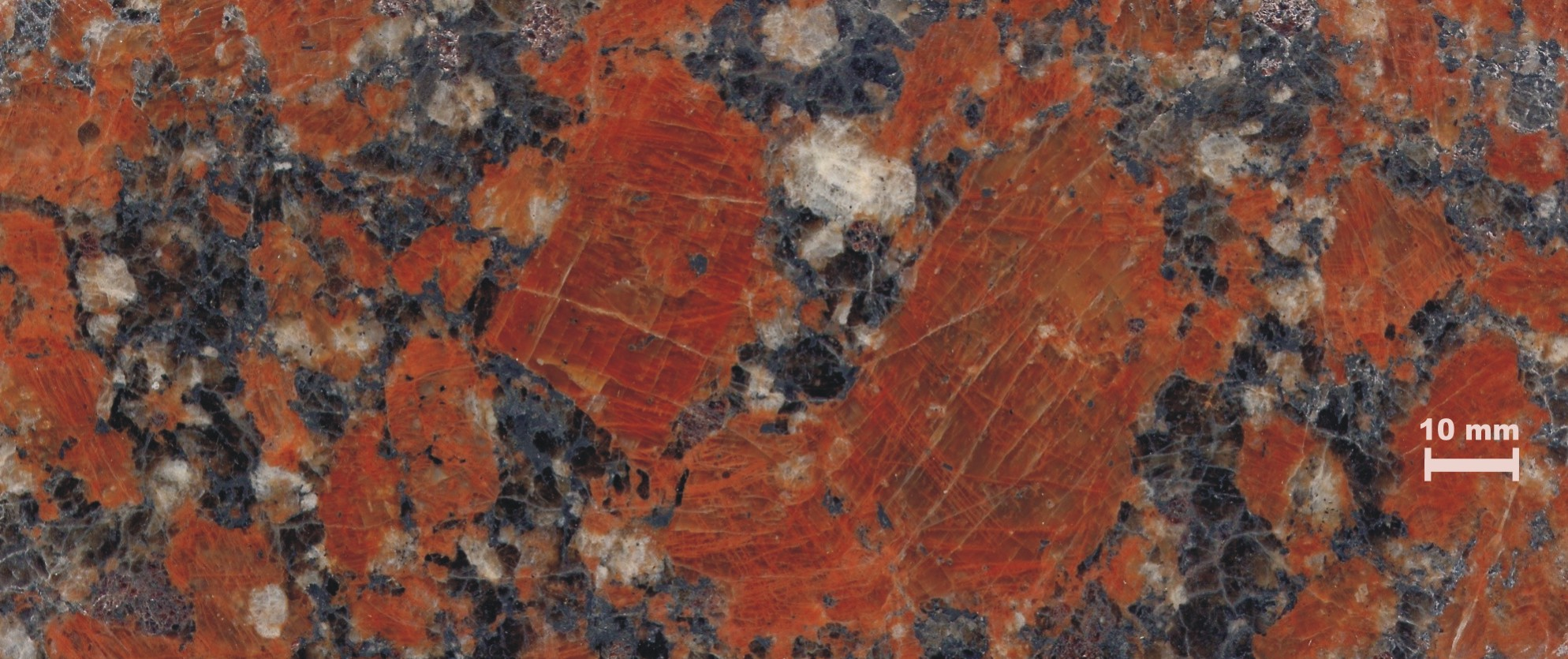
Капустинський граніт

## Геологія
Під час кам'яновугільного періоду утворилася Герцинська складчастість, яка чинила тектонічний вплив аж до східної Європи. Під час процесу гороутворення плутони проникали в земну кору та охолоджувалися. Одним із свідчень того, що Капустинський плутон охолоджувався протягом тривалих періодів часу, є те, що могли утворюватися великі мінеральні зерна. Шари гірських порід, що залягали над ними, з часом розмивалися , оголюючи родовища, які зараз видобуваються відкритим способом.

## Опис породи
Капустинський граніт складається з яскраво-червоних калієвих польових шпатів розміром до 5 см, поцяткованих випадковими тонкими тріщинами. Між польовими шпатами знаходиться сірувато-прозорий кварц, світлий плагіоклаз та біотит. Біотит також може бути вбудований у великі кристали польового шпату та кварцу.

## Склад
- Мікроклін (50%)
- Плагіоклаз (23%)
- Кварц (18%)
- Біотит (7%)
- Гранати (2%)

## Використання
Цей граніт експортується по всьому світу та часто використовується в різних країнах, зокрема, для фасадів та надгробків, а також для підлогових та сходових покриттів, кухонних стільниць та умивальників.